# Crkva Presvetog Trojstva u Krašiću
Crkva Presvetog Trojstva je crkva u općini Krašić, zaštićeno kulturno dobro. Nalazi su u rodnom mjestu blaženoga kardinala Alojzija Stepinca.

## Opis dobra
Izvorno gotička građevina s kraja 14.st. barokizirana je, a danas čini skladnu cjelinu s nadogradnjom izvedenom 1911. – 1913. u duhu secesije prema projektu S. Podhorskog, dominantnu u cjelokupnom izgledu crkve. Riječ je o centralnoj građevini križnog tlocrta s bočno prigrađenim pravokutnim kapelama, te novim svetištem zaključenim polukružnom apsidom uz koju se nalazi jednokatna sakristija.
Središnji dio nadsvođen je kupolom, u donjoj zoni rastvorenom prozorima. Staro gotičko svetište s vrijednim freskama iz nekoliko faza pretvoreno je u bočnu kapelu s crkvom povezanu lučnim otvorima. Osim baroknog oltara, inventar potječe s početka 20. st. Crkva je primjer projektantskog pristupa koji valorizira zatečenu povijesnu situaciju i prezentira postojeće vrijednosti unutar moderne arhitekture prve polovice 20. st.

## Zaštita
Pod oznakom Z-1897 zavedena je kao nepokretno kulturno dobro - pojedinačno, pravna statusa zaštićena kulturnog dobra, klasificirano kao "sakralna graditeljska baština".